# Серпуховский район
Серпухо́вский райо́н — бывшая административно-территориальная единица (район) и упразднённое муниципальное образование (муниципальный район) на юге Московской области России.
С точки зрения современного русского языка, правильными также считаются следующие варианты ударения и произношения названия: Серпуховско́й и Се́рпуховский — исторически аутентичный вариант
Административным центром был город Серпухов (в состав района не входил), часть структур администрации Серпуховского района располагалась в посёлке Большевик.
Серпуховский район образован в составе Московской области Постановлением Всероссийского центрального исполнительного комитета СССР от 12 июля 1929 г. № 566.
30 декабря 2018 года Серпуховский муниципальный район был упразднён, а все входившие в него городские и сельские поселения были объединены с городским округом Серпухова в единое муниципальное образование городской округ Серпухов.
7 апреля 2019 года вместо Серпуховского района как административно-территориальной единицы области был образован город областного подчинения Серпухов с административной территорией.
Крупнейшие населённые пункты: Большевик, Оболенск, Серпухов-15, Пролетарский, Липицы, Бутурлино, Турово.
День Серпуховского района ежегодно отмечался 12 июля.

## География
Территория района расположена в южной части Окско-Москворецкой равнины, на реке Наре, вблизи её впадения в Оку.
Площадь района — 1012,7 км².
Граничил со Ступинским и Чеховским районами Московской области, а также с Жуковским и Тарусским районами Калужской области и Заокским и Ясногорским районами Тульской области.
Основные реки — Ока, Нара, Лопасня, Речма, Скнига. Прочие реки: Тоденка, Елинка, Сушка, Боровлянка, Сухменка, Чавра, Теменка, Боровна, Любожиха, Каменка, Пониковка.
Наибольшая протяженность района с запада на восток — 39 км, с севера на юг — 48 км.
Северная часть Серпуховского района расположена в лесной географической зоне, а южная — расположенная за Окой — в лесостепной географической зоне.

## История

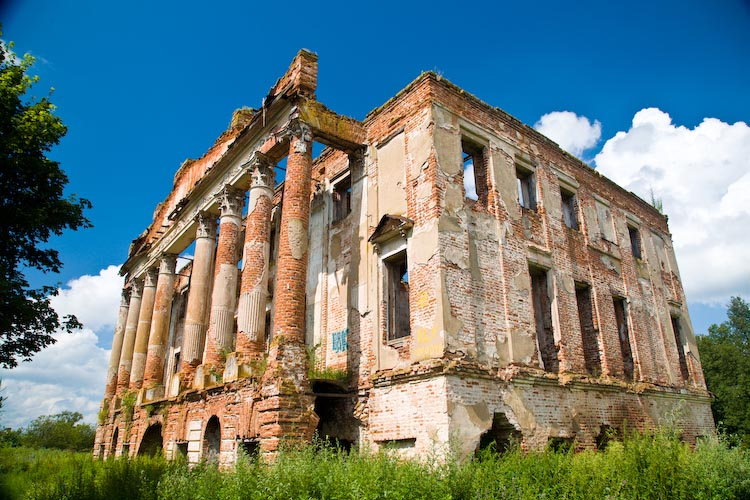
Усадьба Вяземских в Пущине-на-Наре

Серпуховский район был образован 12 июля 1929 года в составе Серпуховского округа Московской области. В состав района вошли город Серпухов, рабочий посёлок Пролетарский и сельсоветы:
- из Серпуховского уезда Московской губернии:
  - из Липицкой волости: Балковский, Больше-Городнянский, Больше-Грылзловский, Волоховский, Коргашинский, Липицкий, Лукьяновский, Михайловский, Прончищевский, Пущинский, Селинский, Трухачевский, Шипиловский, Якшинский
  - из Пригородной волости: Арнеевский, Бегичевский, Бутурлинский, Васильевский, Велемский, Верхне-Шахловский, Гавшинский, Глазовский, Глубоковский, Дашковский, Дракинский, Злобинский, Ивановский, Игнатьевский, Калиновский, Каменский, Клейменовский, Лужковский, Московочный, Нефедовский, Палиховский, Петровский, Петрухинский, Рай-Семеновский, Рыжиковский, Съяновский, Шатовский, Ящеровский
  - из Стремиловской волости: Скребуховский
  - из Туровской волости: Енинский, Игумновский, Никифоровский, Соймоновский, Туровский
- из Высокинической волости Малоярославецкого уезда Калужской губернии: Калугинский
- из Тарусского района Тульской губернии: Подмокловский.

20 мая 1930 года из Иваньковского района в Серпуховский был передан Жерновский с/с. 20 августа город Серпухов был выведен из состава района и подчинён непосредственно областным властям. В административное подчинение Серпухову были переданы Бутурлинский, Дашковский, Дракинский, Ивановский, Калиновский, Каменский, Лукьяновский, Нефедовский и Палиховский с/с. Однако уже 16 мая 1931 года это решение был отменено.
17 июля 1939 года были упразднены Велемский, Верхне-Шахловский, Дашковский, Жерновский, Игумновский, Михайловский, Никифоровский, Петрухинский, Съяновский, Трухачевский и Якшинский с/с.
14 сентября 1939 года город Серпухов отнесен к категории городов областного подчинения (Указ Президиума Верховного совета РСФСР) (Справочник по административно-территориальному делению Московской области 1929—2004 гг. — стр. 21).
15 февраля 1952 года были упразднены Злобинский и Московочный с/с. Шипиловский с/с был переименован в Якшинский.
14 июня 1954 года были упразднены Бегичевский, Больше-Городнянский, Больше-Грылзловский, Волоховский, Гавшинский, Дракинский, Енинский, Ивановский, Игнатьевский, Калугинский, Каменский, Клейменовский, Лужковский, Палиховский, Петровский, Подмокловский, Прончищевский, Пущинский, Рай-Семеновский, Рыжиковский, Селинский, Скребуховский, Соймоновский, Шатовский, Якшинский и Ящеровский с/с. Образован Съяновский с/с.
5 июня 1959 года из упразднённого Чеховского района в Серпуховский были переданы город Чехов, р.п. Венюковский и сельсоветы Булычевский, Кудаевский, Кулаковский, Мелиховский, Новоселковский, Плешкинский, Стремиловский, Ходаевский, Чепелевский и Шараповский. 12 декабря был упразднён Плешкинский с/с, а Мелиховский с/с переименован в Баранцевский.
20 августа 1960 года был упразднён Глубоковский с/с.
1 февраля 1963 года Серпуховский район был упразднён (город Чехов, р.п. Венюковский и Пролетарский переданы в подчинение Серпухову, территории его сельсоветов вошли в состав Ленинского укрупнённого сельского района), но уже 13 января 1965 года восстановлен. В восстановленный район вошли р.п. Пролетарский и Пущино, сельсоветы Арнеевский, Балковский, Бутурлинский, Васильевский, Глазовский, Калиновский, Коргашинский, Липицкий, Лукьяновский, Нефёдовский, Съяновский и Туровский. 27 апреля 1963 года был образован р.п. Пущино, который передан в подчинение Серпухову (Объединенное решение исполнительных комитетов Московских областных (промышленного и сельского) Советов депутатов трудящихся) (Ведомости Верховного Совета РСФСР. — 1963. — № 29 (251) от 25 июля. — С. 643—644). 22 января 1965 года был образован р.п. Протвино.
Решением Мособлисполкома от 28 марта 1966 года и Указом Президиума Верховного Совета от 23 августа 1966 года р.п. Пущино был преобразован в город (Ведомости Верховного Совета РСФСР. — 1966. — № 34 (412) от 25 августа. — С. 741).
12 марта 1975 года город Пущино получил статус города областного подчинения (Ведомости Верховного Совета РСФСР. — 1975. — № 12 (858) от 21 марта. — С. 233). 6 марта был упразднён Коргашинский с/с.
Решением Мособлисполкома от 14 сентября 1989 года и Указом Президиума Верховного Совета РСФСР от 15 ноября 1989 года р.п. Протвино был преобразован в город областного подчинения (Ведомости Верховного Совета РСФСР. — 1989. — № 47 (1621) от 23 ноября. — С. 972).
15 августа 1990 года был образован р.п. Оболенск.
3 марта 1993 года Съяновский с/с был переименован в Райсемёновский.
3 февраля 1994 года сельсоветы были преобразованы в сельские округа.
30 декабря 2018 года Серпуховский муниципальный район был упразднён, а все входившие в него городские и сельские поселения объединены с городским округом Серпухова в единое муниципальное образование городской округ Серпухов.
7 апреля 2019 года вместо Серпуховского района как административно-территориальной единицы области был образован город областного подчинения Серпухов с административной территорией.

## Население
| 1931    | 1939     | 1959    | 1970    | 1979    | 1989    | 2002    |
| ------- | -------- | ------- | ------- | ------- | ------- | ------- |
| 37 835  | ↗134 632 | ↘82 181 | ↘61 018 | ↘58 125 | ↗67 425 | ↘34 565 |
| 2006    | 2009     | 2010    | 2011    | 2012    | 2013    | 2014    |
| ↘33 968 | ↘33 661  | ↗35 173 | ↗35 228 | →35 228 | ↘35 071 | ↗35 304 |
| 2015    | 2016     | 2017    | 2018    | 2019    |         |         |
| ↗35 646 | ↗35 898  | ↗35 922 | ↘35 789 | ↘35 551 |         |         |

В 2020 году население бывшего Серпуховского района составляло 35529 жителей, в 2021 - 35459, в 2022 - 35689. По данным Всероссийской переписи населения, обнародованным в 2023 году, население упразднённого муниципалитета достигло 47237 человек.

### Урбанизация
В городских условиях (рабочие посёлки Оболенск и Пролетарский) проживают 23,58 % населения района.

### Национальный состав
Русские — 91,78 %, украинцы — 2,28 %, мордва — 1,05 %, белорусы — 0,61 %, армяне — 0,28 %, чуваши — 0,26 %, узбеки — 0,06 %, евреи — 0,03 %, представители других наций — 1,74 %, ещё 1 % жителей не указали свою этническую принадлежность во время Всероссийской переписи населения 2002 года.

## Муниципальное устройство

Карта Серпуховского района

Муниципальные образования Серпуховского муниципального района

В Серпуховский муниципальный район до 30 декабря 2018 года входили 7 муниципальных образований — 2 городских и 5 сельских поселений:
| №        | Муниципальное образование | Административный центр       | Количество населённых пунктов | Население | Площадь, км2 |
| -------- | ------------------------- | ---------------------------- | ----------------------------- | --------- | ------------ |
| 1e-06    | Городские поселения:      |                              |                               |           |              |
| 1        | Оболенск                  | рабочий посёлок Оболенск     | 3                             | ↗4710     | 5,15         |
| 2        | Пролетарский              | рабочий посёлок Пролетарский | 2                             | ↘4208     | 2,27         |
| 2.000002 | Сельские поселения:       |                              |                               |           |              |
| 3        | Васильевское              | деревня Васильевское         | 21                            | ↘3620     | 110,48       |
| 4        | Данковское                | местечко Данки               | 33                            | ↘5928     | 366,51       |
| 5        | Дашковское                | деревня Дашковка             | 36                            | ↗4208     | 283          |
| 6        | Калиновское               | посёлок Большевик            | 1                             | ↘5968     | 1,49         |
| 7        | Липицкое                  | село Липицы                  | 45                            | ↘6893     | 243,29       |

## Населённые пункты
В Серпуховский район на момент упразднения в 2018 году входил 141 населённый пункт, в том числе 2 городских (рабочих посёлка) и 139 сельских населённых пунктов:
| №   | Населённый пункт       | Тип             | Население | бывшее муниципальное образование |
| --- | ---------------------- | --------------- | --------- | -------------------------------- |
| 1   | Агарино                | деревня         | ↗5        | сельское поселение Липицкое      |
| 2   | Акулово                | деревня         | ↘7        | сельское поселение Дашковское    |
| 3   | Аладьино               | деревня         | ↗8        | сельское поселение Липицкое      |
| 4   | Алфертищево            | деревня         | ↘26       | сельское поселение Липицкое      |
| 5   | Арнеево                | деревня         | ↗262      | сельское поселение Данковское    |
| 6   | Байденки               | деревня         | ↗5        | сельское поселение Данковское    |
| 7   | Балково                | деревня         | ↘292      | сельское поселение Липицкое      |
| 8   | Банино                 | деревня         | ↗20       | сельское поселение Липицкое      |
| 9   | Барыбино               | деревня         | ↗35       | сельское поселение Данковское    |
| 10  | Биобаза-2              | посёлок         | ↗2        | сельское поселение Дашковское    |
| 11  | Большая Городня        | деревня         | ↗136      | сельское поселение Липицкое      |
| 12  | Большевик              | посёлок         | ↗7679     | сельское поселение Калиновское   |
| 13  | Большое Грызлово       | деревня         | ↘1259     | сельское поселение Липицкое      |
| 14  | Борисово               | деревня         | ↗667      | сельское поселение Данковское    |
| 15  | Бутурлино              | деревня         | ↘1316     | сельское поселение Данковское    |
| 16  | Васильевское           | деревня         | ↘1186     | сельское поселение Васильевское  |
| 17  | Верхнее Шахлово        | деревня         | ↗23       | сельское поселение Дашковское    |
| 18  | Верхние Велеми         | деревня         | ↗24       | сельское поселение Васильевское  |
| 19  | Вечери                 | деревня         | ↗48       | сельское поселение Липицкое      |
| 20  | Вихрово                | деревня         | ↘0        | сельское поселение Дашковское    |
| 21  | Воздвиженка            | деревня         | ↘46       | сельское поселение Васильевское  |
| 22  | Волково                | деревня         | ↗44       | сельское поселение Липицкое      |
| 23  | Волохово               | деревня         | ↘57       | сельское поселение Липицкое      |
| 24  | Воронино               | деревня         | ↗10       | сельское поселение Дашковское    |
| 25  | Воскресенки            | деревня         | ↗7        | сельское поселение Данковское    |
| 26  | Всходы                 | деревня         | ↗7        | сельское поселение Данковское    |
| 27  | Высокие Дворики        | деревня         | ↗27       | сельское поселение Липицкое      |
| 28  | Вязищи                 | деревня         | ↘2        | сельское поселение Липицкое      |
| 29  | Гавшино                | деревня         | ↗182      | сельское поселение Дашковское    |
| 30  | Глазово                | деревня         | ↗307      | сельское поселение Дашковское    |
| 31  | Глазово-2              | деревня         | →8        | сельское поселение Липицкое      |
| 32  | Глебово                | деревня         | ↘0        | сельское поселение Липицкое      |
| 33  | Глубоково              | деревня         | ↘66       | сельское поселение Васильевское  |
| 34  | Данки                  | местечко        | ↗2120     | сельское поселение Данковское    |
| 35  | Дашковка               | деревня         | ↗239      | сельское поселение Дашковское    |
| 36  | Демшинка               | деревня         | →1        | сельское поселение Липицкое      |
| 37  | Дернополье             | деревня         | ↗15       | сельское поселение Дашковское    |
| 38  | дома отдыха «Авангард» | посёлок         | ↘360      | сельское поселение Васильевское  |
| 39  | Дракино                | деревня         | ↗199      | сельское поселение Дашковское    |
| 40  | Дубачино               | деревня         | →1        | сельское поселение Липицкое      |
| 41  | Енино                  | село            | ↗6        | сельское поселение Данковское    |
| 42  | Еськино                | деревня         | ↘51       | сельское поселение Липицкое      |
| 43  | Жёрновка               | деревня         | ↗42       | сельское поселение Липицкое      |
| 44  | Зайцево                | деревня         | ↗15       | сельское поселение Липицкое      |
| 45  | Зиброво                | деревня         | ↗20       | сельское поселение Данковское    |
| 46  | Злобино                | деревня         | ↗25       | сельское поселение Дашковское    |
| 47  | Зыбинка                | деревня         | ↗19       | сельское поселение Липицкое      |
| 48  | Ивановское             | деревня         | ↘266      | сельское поселение Васильевское  |
| 49  | Ивантиново             | деревня         | ↗22       | сельское поселение Дашковское    |
| 50  | Иваньково              | деревня         | ↗63       | сельское поселение Дашковское    |
| 51  | Игнатьево              | деревня         | ↘6        | сельское поселение Дашковское    |
| 52  | Игумново               | село            | ↘152      | сельское поселение Данковское    |
| 53  | Калиново               | деревня         | ↗170      | сельское поселение Дашковское    |
| 54  | Калиновские Выселки    | деревня         | ↘23       | сельское поселение Дашковское    |
| 55  | Калугино               | деревня         | ↗105      | городское поселение Оболенск     |
| 56  | Каменка                | деревня         | ↗97       | сельское поселение Васильевское  |
| 57  | Каргашино              | деревня         | ↗51       | сельское поселение Липицкое      |
| 58  | Карпова Поляна         | местечко        | ↘119      | сельское поселение Данковское    |
| 59  | Кирпичного завода      | посёлок         | ↘879      | сельское поселение Липицкое      |
| 60  | Клеймёново             | деревня         | →1        | сельское поселение Дашковское    |
| 61  | Коптево                | деревня         | ↘0        | сельское поселение Липицкое      |
| 62  | Костино                | деревня         | ↗24       | сельское поселение Данковское    |
| 63  | Ланьшино               | деревня         | ↘0        | сельское поселение Липицкое      |
| 64  | Левашово               | деревня         | ↗69       | сельское поселение Данковское    |
| 65  | Левое Ящерово          | деревня         | ↗28       | сельское поселение Данковское    |
| 66  | Липицы                 | село            | ↗3491     | сельское поселение Липицкое      |
| 67  | Лисенки                | деревня         | ↘4        | сельское поселение Дашковское    |
| 68  | Лужки                  | деревня         | ↗105      | сельское поселение Данковское    |
| 69  | Лукино                 | деревня         | ↗115      | сельское поселение Васильевское  |
| 70  | Лукьяново              | деревня         | ↘210      | сельское поселение Липицкое      |
| 71  | Малое Грызлово         | деревня         | ↗5        | сельское поселение Липицкое      |
| 72  | Малое Ящерово          | деревня         | →4        | сельское поселение Данковское    |
| 73  | Манишки                | деревня         | ↗8        | сельское поселение Данковское    |
| 74  | Мартьяново             | деревня         | ↗31       | сельское поселение Данковское    |
| 75  | Мещериново             | деревня         | ↘6        | сельское поселение Липицкое      |
| 76  | Мирный                 | посёлок         | ↘801      | сельское поселение Дашковское    |
| 77  | Михайловка             | деревня         | ↗68       | сельское поселение Липицкое      |
| 78  | Мокрое                 | деревня         | ↗16       | сельское поселение Дашковское    |
| 79  | Московка               | деревня         | ↗78       | сельское поселение Васильевское  |
| 80  | Нефедово               | деревня         | ↘303      | сельское поселение Васильевское  |
| 81  | Нижнее Шахлово         | деревня         | ↗26       | сельское поселение Дашковское    |
| 82  | Нижние Велеми          | деревня         | ↗10       | сельское поселение Васильевское  |
| 83  | Никифорово             | деревня         | ↘154      | сельское поселение Данковское    |
| 84  | Новая                  | деревня         | ↘4        | сельское поселение Васильевское  |
| 85  | Новики                 | деревня         | ↘18       | сельское поселение Дашковское    |
| 86  | Новинки-Бегичево       | деревня         | ↗59       | сельское поселение Данковское    |
| 87  | Новосёлки              | посёлок         | ↗5        | сельское поселение Дашковское    |
| 88  | Новоселки              | деревня         | ↗16       | сельское поселение Липицкое      |
| 89  | Новые Кузьменки        | деревня         | ↗27       | сельское поселение Васильевское  |
| 90  | Оболенск               | рабочий посёлок | ↘4096     | городское поселение Оболенск     |
| 91  | Ока                    | посёлок станции | ↘1        | сельское поселение Липицкое      |
| 92  | Палихово               | деревня         | ↗86       | сельское поселение Данковское    |
| 93  | Паниково               | деревня         | ↗233      | сельское поселение Дашковское    |
| 94  | Петровское             | деревня         | ↗37       | сельское поселение Васильевское  |
| 95  | Петрухино              | деревня         | ↗7        | сельское поселение Данковское    |
| 96  | Погари                 | деревня         | ↗15       | сельское поселение Данковское    |
| 97  | Пограничный            | посёлок         |           | сельское поселение Данковское    |
| 98  | Подмоклово             | деревня         | ↗222      | сельское поселение Липицкое      |
| 99  | Правое Ящерово         | деревня         | ↗25       | сельское поселение Данковское    |
| 100 | Прилуки                | деревня         | ↗23       | сельское поселение Данковское    |
| 101 | Присады                | деревня         | ↘2        | сельское поселение Липицкое      |
| 102 | Пролетарский           | рабочий посёлок | ↗4287     | городское поселение Пролетарский |
| 103 | Прончищево             | деревня         | ↘86       | сельское поселение Липицкое      |
| 104 | Пущино                 | деревня         | ↗516      | сельское поселение Дашковское    |
| 105 | Райсемёновское         | деревня         | ↗863      | сельское поселение Дашковское    |
| 106 | Республика             | деревня         | ↘4        | сельское поселение Данковское    |
| 107 | Рогово                 | деревня         | ↗13       | сельское поселение Липицкое      |
| 108 | Родионовка             | деревня         | ↗77       | сельское поселение Васильевское  |
| 109 | Родники                | деревня         | →1        | сельское поселение Данковское    |
| 110 | Романовка              | деревня         | ↗16       | сельское поселение Дашковское    |
| 111 | Рудаково               | деревня         | ↘2        | сельское поселение Дашковское    |
| 112 | Рыблово                | деревня         | ↗5        | сельское поселение Васильевское  |
| 113 | Рыжиково               | деревня         | ↗21       | сельское поселение Васильевское  |
| 114 | Свиненки               | деревня         | ↘4        | сельское поселение Данковское    |
| 115 | Селино                 | деревня         | ↗44       | сельское поселение Липицкое      |
| 116 | Семеновское            | деревня         | ↘10       | сельское поселение Липицкое      |
| 117 | Сенькино               | деревня         | ↗24       | сельское поселение Липицкое      |
| 118 | Сераксеево             | деревня         | ↗11       | сельское поселение Данковское    |
| 119 | Сидоренки              | деревня         | →0        | сельское поселение Дашковское    |
| 120 | Скрёбухово             | деревня         | ↗7        | сельское поселение Дашковское    |
| 121 | Скрылья                | деревня         | ↗267      | сельское поселение Дашковское    |
| 122 | Соймоново              | деревня         | ↘0        | сельское поселение Данковское    |
| 123 | Спас-Тешилово          | деревня         | ↘0        | сельское поселение Липицкое      |
| 124 | Станки                 | деревня         | ↗23       | городское поселение Оболенск     |
| 125 | Станково               | деревня         | ↗16       | городское поселение Пролетарский |
| 126 | Старые Кузьменки       | деревня         | ↗142      | сельское поселение Васильевское  |
| 127 | Судимля                | деревня         | ↗160      | сельское поселение Дашковское    |
| 128 | Съяново-1              | деревня         | ↗55       | сельское поселение Васильевское  |
| 129 | Съяново-2              | деревня         | ↗83       | сельское поселение Дашковское    |
| 130 | Тверитино              | деревня         | ↗174      | сельское поселение Дашковское    |
| 131 | Терехунь               | деревня         | ↗3        | сельское поселение Дашковское    |
| 132 | Трухачёво              | деревня         | ↗6        | сельское поселение Липицкое      |
| 133 | Тульчино               | деревня         | ↗17       | сельское поселение Липицкое      |
| 134 | Турово                 | село            | ↘772      | сельское поселение Данковское    |
| 135 | Федотовка              | деревня         | →2        | сельское поселение Липицкое      |
| 136 | Фенино                 | деревня         | ↗24       | сельское поселение Васильевское  |
| 137 | Шарапова Охота         | посёлок         | ↗718      | сельское поселение Васильевское  |
| 138 | Шатово                 | деревня         | ↗29       | сельское поселение Дашковское    |
| 139 | Шепилово               | деревня         | ↗53       | сельское поселение Липицкое      |
| 140 | Щеболово               | деревня         | ↗186      | сельское поселение Липицкое      |
| 141 | Якшино                 | деревня         | ↗39       | сельское поселение Липицкое      |

В состав района входил также Серпухов-15 — закрытый военный гарнизон, расположенный на территории Жуковского района Калужской области.

## Общая карта
Легенда карты:
|  | 3 000 — 10 000 жителей |
|  | 2 000 — 3 000 жителей  |
|  | 1 000 — 2 000 жителей  |
|  | 200 — 1000 жителей     |

## Символы
- Флаг Серпуховского района
- Герб Серпуховского района
- Флористическая эмблема (символ) Серпуховского района — Рябчик русский[33]

## Экономика
Крупнейшие предприятия Серпуховского муниципального района:
- «Маревен Фуд Сэнтрал» (бывший ЗАО «Ди-Эч-Ви-С») — производство продукции быстрого приготовления
- «Вифитех» — фармацевтическое производство
- «Герофарм-Био» (предприятие по производству человеческого инсулина)
- «Оболенское» (фармацевтическое производство)
- «Керамзит» — производство гравия и глинопорошка
- «Дикси Логистик» — логистический центр
- «Партнёр» — фармацевтическое производство
- СТФ «Мостоотряд-99» — строительство мостов и тоннелей
- ПНИ № 2 — психоневрологический диспансер
- «Дашковка» — производство сельхозпродукции
- «Туровский» — производство сельхозпродукции
- ГНЦ прикладной микробиологии и биотехнологий
- «Маржана»- добыча песка и гравия
- «Винтек Пластик Снайи Лимитед Ширкети» (предприятие по производству труб и профилей из ПВХ)
- «Витра-плитка» (предприятие по производству керамической плитки)
- «Витра-сантехника» (предприятие по производству сантехнических изделий).
- «Пробиотик» (производство молочных продуктов)
- «Atesy»(производство оборудования для кухонь и столовых)
- Завод монетных заготовок
- «Schreiber» — производство канцтоваров
- «Бейкер Фуд» — производство кондитерских изделий, газированных напитков
- «Фрэш энд Снэк Компани» (Grizzon) — производство чипсов, кренделей, снеков, соломки
- «Функциональные напитки» — производство прохладительных напитков
- «Серпуховский лифтостроительный завод» (в состоянии банкротства)
- «Московская мельничная компания» — производство муки

### Сельское хозяйство

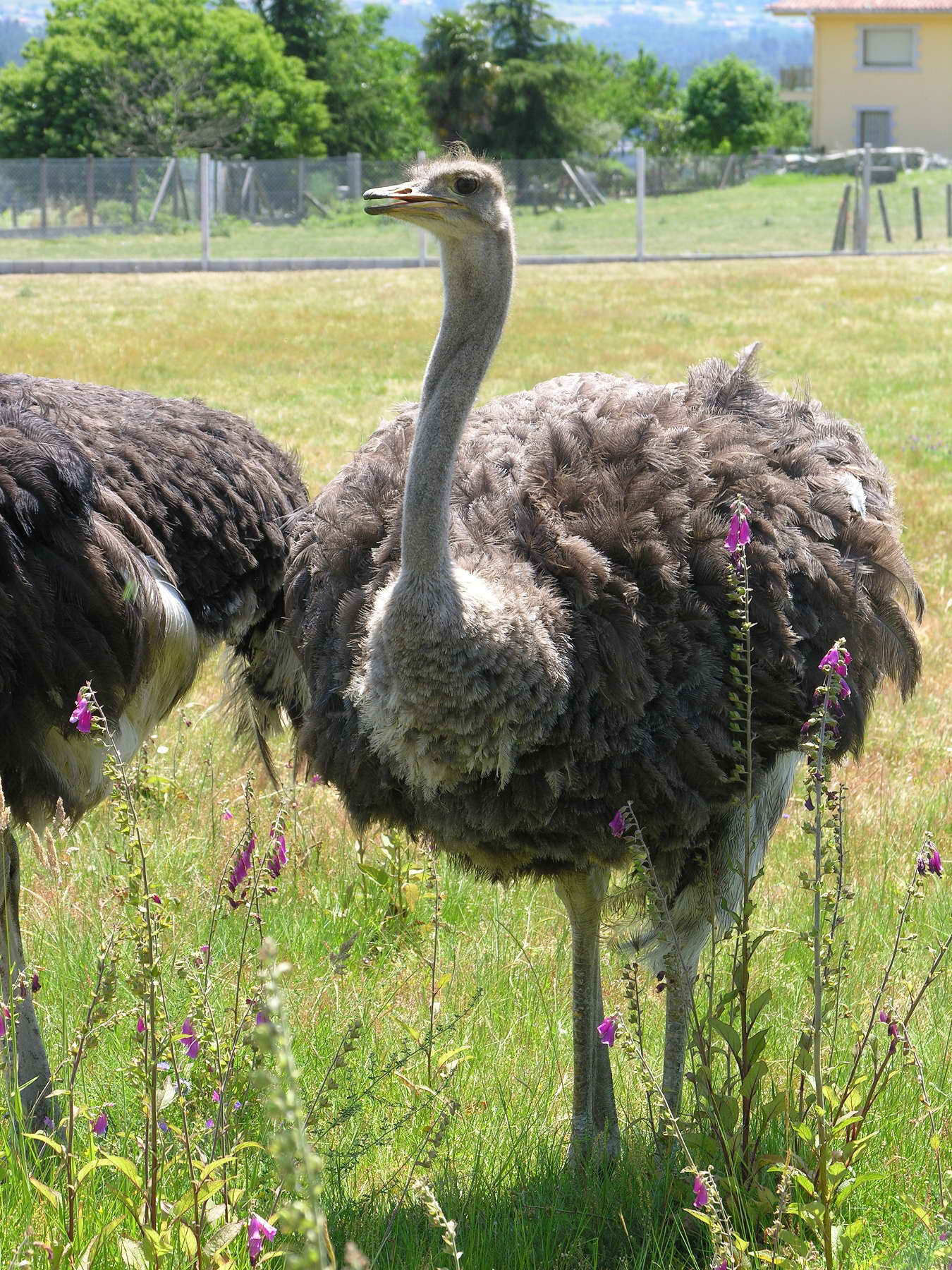
Африканские страусы на ферме в Старых Кузьмёнках

Предприятия агропромышленного комплекса:.
- ЗАО «Дашковка» — одно из 100 лучших сельхозпредприятий России — на протяжении семидесяти пяти лет оно осуществляет поставки овощей и молока в Москву. В настоящее время «Дашковка» оснащена современной сельхозтехникой и ведёт активное сотрудничество с аграриями и селекционерами Западной Европы, что даёт предприятию возможность получать высокие урожаи качественной сельхозпродукции.
- Компания «Русский страус», организованная восемь лет назад в Старых Кузьмёнках, является первой и крупнейшей в России специализированной фермой с полным циклом предпродажной подготовки по разведению чёрных африканских страусов и охотничьих фазанов. Кроме этого ферма является одним из пунктов в туристическом маршруте по Серпуховскому району.
- В деревне Шепилово уже не первый год работает ферма по разведению перепелов, чье мясо и яйца сегодня продаются в крупнейших столичных и подмосковных супермаркетах. Предприятие входит в пятёрку крупнейших в России.
- «Адрия» (Волохово) — мясоперерабатывающий комплекс
- В деревне Зайцево сегодня зарождается нетрадиционный для Серпуховского района вид сельского хозяйства, — здесь заложены фруктовый сад и ягодники.
- В деревне Никифорово (на 2010 год) располагается крупнейшее в Подмосковье овцеводческое хозяйство
- Большое Грызлово — производство мяса и молока
- Свинёнки — ведётся строительство крупного тепличного комплекса

## Средства массовой информации
Из региональных СМИ на медиарынке Серпуховского района долгое время присутствовала лишь газета «Коммунист» (в прошлом «Набат», ныне — «Серпуховские Вести»). В 1991 году появилась газета «Совет» Развитие СМИ началось в конце 90-х годов XX века, когда в Серпухове и Серпуховском районе появилось большое количество новых печатных изданий, телевидение, радиостанции.

### Газеты
В Серпуховском районе распространяются газеты:
- Всё для Вас. Южное Подмосковье
- МК в Серпухове
- Моя информационная газета. Южное Подмосковье
- Мы и город
- Ока-инфо
- Ока-информ
- Серпуховские вести

### Телевидение
- Телеканалы транслируемые в Серпухове и Серпуховском районе-
- Про-Тв. — Транслируется только по кабельному ТВ.
- ОТВ — Транслируется только по кабельному ТВ.
- СТС (ЗАО СТС-Регион). — Транслируется по кабельному ТВ., и в эфире во втором мультиплексе на 58-м дециметровом канале цифрового эфирного ТВ.
- ТНТ/Окно тв. — Транслируется по кабельному ТВ., и в эфире во втором мультиплексе на 58-м дециметровом канале цифрового эфирного ТВ.
- Телеканалы СТС и ТНТ транслируемые в эфире можно смотреть при наличии цифрового телевизора или цифровой приставки, и обычной цифровой дециметровой антенны — комнатной, или наружной-внешней.

### Радиостанции
- 87.70 FM — Дорожное радио
- 88,50 FM — Радио Романтика
- 88.10 FM — Русское радио
- 90.10 FM — Радио Юмор FM
- 90.50 FM — Радио Ваня
- 91,50 FM — Love Radio-Серпухов
- 92.30 FM — Радио Энергия
- 93,00 FM — Радио DFM
- 97,4 FM — (ПЛАН) Вести FM
- 98.20 FM — Вести FM / Радио 1
- 100.70 FM — Радио Maximum
- 101,50 FM — Шансон-Серпухов (тел. рекламной службы +7(496)735-00-00, сайт www.101-5.ru)
- 102.40 FM — Радио Дача
- 102.90 FM — Европа плюс-Серпухов
- 104.00 FM — Радио России / Радио 1
- 105,00 FM — Ретро FM- Серпухов
- 105,50 FM — Авторадио-Серпухов
- 107,20 FM — Радиостанция Милицейская волна / «Ока-FM»

Проводное вещание:
- 1-я кнопка — Радио России / Радио 1
- 2-я кнопка — Радио Маяк
- 3-я кнопка — Радио России / Радио 1

## Образование и наука

Глава Серпуховского района Александр Шестун в школе села Липицы

Система образования Серпуховского района на 2017 год включала 27 муниципальных образовательных организаций — 1 гимназия, 7 средних школ, 3 основные школы, 13 дошкольных образовательных организаций, 1 учреждение дополнительного образования детей, 1 учреждение дополнительного профессионального образования и 1 учреждения для детей, нуждающихся в психолого-медико-социальной помощи.
В школах Серпуховского района на 2018 год обучалось 3623 ребёнка. Во вторую смену обучается 227 детей. Услугами дошкольного образования пользуется 1972 ребёнка в возрасте от 1 до 7 лет.

### Научные институты
- ФГУН Государственный научный центр прикладной микробиологии и биотехнологий (Оболенск)
- Научно-исследовательский центр токсикологии и гигиенической регламентации биопрепаратов (Большевик)

### Средние учебные заведения
- Профессиональное училище № 99 (Ныне — Губернский колледж)

Церемония вручения национальной премии по спортивным бальным танцам ЭКЗЕРСИС

- Профессиональное училище № 136

## Почётные граждане Серпуховского района
- Шахов Василий Михайлович — участник Великой Отечественной войны, ветеран педагогического труда. Всю свою жизнь В. М. Шахов посвятил воспитанию и обучению подрастающего поколения. Неоценим труд В. М. Шахова как краеведа (Решение СД СР № 5/28 от 28 апреля 1999 года).
- Ротастиков Дмитрий Иванович — управляющий центрального отделения совхоза «Большевик». Труд Ротастикова отмечен правительственными наградами: двумя орденами Трудового Красного Знамени, в 1971 году ему присвоено звание Героя Социалистического труда и вручён орден Ленина и Золотая медаль «Серп и молот» за успехи достигнутые в сельском хозяйстве (Решение СД СР № 5/28 от 28 апреля 1999 года).
- Рыбакова Галина Илларионовна — бригадир овощеводческой бригады совхоза «Заокский». За самоотверженный труд награждена:

1965 г. — Орден Ленина и Золотая звезда Героя Социалистического труда; 1973 г. — Орден Трудового Красного знамени; 1975 г. — Лауреат Государственной премии СССР. В 1979 г. была избрана депутатом Верховного Совета СССР (Решение СД СР № 4/29 от 26 мая 1999 года).
- Гречухин Виктор Терентьевич — начальник Серпуховского ф-ла МООРТИ. Бывший руководитель Серпуховского района (Решение СД СР № 4/29 от 26 мая 1999 года).
- Ураков Николай Николаевич — ранее Генеральный директор ГНЦ ПМ (Решение СД СР № 6/30 от 21 июля 1999 года).
- Парамонов Николай Михайлович — начальник РСЦ ОАО СТШО «Пролетарий» (Решение СД СР № 6/31 от 26 августа 1999 года).
- Карпутцева Анна Леонтьевна — ранее бригадир овощеводческой бригады центрального отделения совхоза «Большевик» (Решение СД СР № 7/5 от 28 июня 2000 года).
- Атрашкова Галина Павловна — ранее — директор Данковской средней школы (Решение СД СР № 4/15 от 21 июня 2001 года).
- Колесниченко Фаина Степановна — зам. директора Пролетарской средней школы. «Отличник народного образования РФ» (Решение СД СР № 9/29 от 29 мая 2002 года).
- Решетова Валентина Васильевна — ткачиха ОАО СТШО «Пролетарий» (Решение СД СР № 9/29 от 29 мая 2002 года).
- Спиридонова Нина Семеновна — ранее Глава Балковского с/о (Решение СД СР 9/29 от 29 мая 2002 года).
- Грановская Мария Григорьевна — ранее Глава Глазовского с/о (Решение СД СР 4/35 от 15 ноября 2002 года).
- Казакова Лидия Васильевна — ранее зам. Главы администрации Серпуховского района (Решение СД СР 4/35 от 15 ноября 2002 года).
- Долгачева Светлана Михайловна — Главный врач Райсеменовской амбулатории (Решение СД СР 5/42 от 21 мая 2003 года).
- Матвеева Любовь Ивановна — ранее директор совхоза «Серпуховский» (Решение СД СР 5/42 от 21 мая 2003 года).
- Голованова Валентина Николаевна — ранее директор Дашковской средней школы (Решение СД СР 4/3 от 10 февраля 2004 года).
- Добрякова Тамара Егоровна — ранее председатель исполкома Глазовского с/о (Решение СД СР 1/5 от 12 мая 2004 года).
- Соколов Олег Иванович — директор Серпуховского филиала ГУП МО «МОБТИ» (Решение СД СР № 5-30 от 25 ноября 2005 года).
- Хазинов Иван Борисович — экс-директор ФГУ "Опытное лесное хозяйство «Русский лес» (Решение СД СР № 3-50 от 23 мая 2007 года).
- Криводубский Борис Геннадьевич — Глава сельского поселения Калиновское (Решение СД СР № 5-6 от 28 мая 2008 года).
- Кессиди Одиссей Самсонович — ныне исполнительный директор ЗАО «Торговые ряды». С 1970 года работал заместителем руководителя Райпортребсоюза (Решение СД СР № 6/23 от 27 мая 2009 года).
- Головко Евгений Александрович — экс-Глава Серпуховского района (Решение СД СР № 7/23 от 27 мая 2009 года).
- Давыдов Иван Егорович — помощник Главы Серпуховского района по дорогам (Решение СД СР 2010 год).
- Бахмат Пётр Григорьевич — глава Васильевского сельского поселения (Решение СД СР 2011 год).
- Заблоцкая Марина Михайловна — ведущий научный сотрудник Приокско-Террасного биосферного заповедника (Решение СД СР 2011 год).
- Аралин Владимир Иосифович (Решение СД СР от 21 сентября 2011 года № 16/55).
- Шершнёва Валентина Сергеевна (Решение СД СР № 1/62 от 23.05.2012 г.)
- Дядищев Николай Романович — директор Федерального государственного учреждения науки "Научно-исследовательский центр токсикологии и гигиенической регламентации биопрепаратов (Решение СД СР № 4/77 от 22.05.2013 г.)
- Туфекчи Тамара Александровна — директор Липицкой школы, заслуженный учитель России
- Лаврентьев Евгений Григорьевич — заслуженный энергетик и член Союза писателей
- Малофеев Константин Валерьевич — предприниматель и меценат

## Руководители района
- до 1942 года информация временно недоступна
- Грановский Михаил Михайлович — 1942
- Новиков Михаил Ильич — 1942—1945
- Морозов Иван Васильевич — 1946—1947
- Александров Сергей Васильевич — 1948—1952
- Варакин Александр Иванович — 1952—1953
- Горб Алексей Моисеевич — 1953—1959
- Панков А. Н. — 1960—1961
- Белоусов Александр Алексеевич — 1961—?
- 1 февраля 1963 года Серпуховский район был упразднён (включён в состав Ленинского укрупнённого сельского района), 13 января 1965 года район был восстановлен
- Буланов Евгений Иванович — 1965—1967
- Васильев Владимир Нестерович — 1967—1972
- Саркисов Борис Левонович — 1972—1973
- Константинов Александр Петрович — 1974—1978
- Гречухин Виктор Терентьевич — 1978—1983
- Орловский Иван Александрович — 1983—1985
- Головко Евгений Александрович — 1985—2003
- Шестун Александр Вячеславович — 2003—2018
- Ермаков Игорь Николаевич — c сентября по декабрь 2018 (вплоть до ликвидации муниципалитета)